# Rocas Castro
Rocas Castro son varias rocas en Richmond, en el estado de California que sobresalen de las aguas de Bahía de San Francisco entre punta Castro y la isla Red Rock. Las rocas se encuentran casi directamente bajo el puente Richmond-San Rafael (Interestatal 580).
Las Rocas de Castro son el hogar de muchas focas que se encuentran en ellas para descansar y tomar el sol. Las rocas toman su nombre de don Víctor Ramón Castro (1817-1897) un ranchero californiano que fue un terrateniente conocido. Las rocas constituyen la colonia más grande de focas en el norte de la Bahía de San Francisco y la segunda más grande en el área de la bahía en sí misma. También se encuentran a veces leones marinos en las rocas.